# Kolorimetrie (vnímání barev)

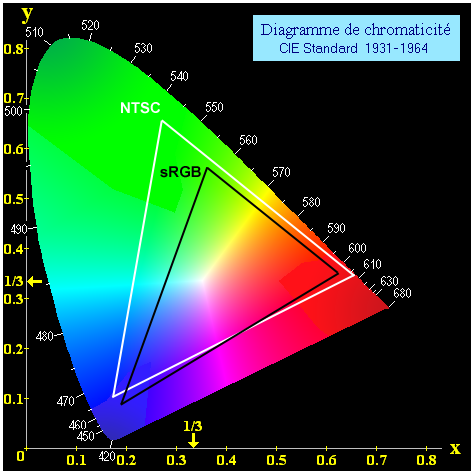
Gamut

Kolorimetrie umožňuje barevné vjemy vnímané lidským okem popsat čísly.

## Barevné systémy
- Gamut
- RGB
- CMYK
- Lab
- HSV
- Kolorimetrický diagram stejných rozdílů

## Kolorimetrický popis světla
{\displaystyle G=\int p(\lambda )*R(\lambda )*g(\lambda )d\lambda }
G označuje trichromatickou složku, p popisuje spektrální vyzařování zdroje, R popisuje spektrální absorpci odrazného materiálu, g popisuje fyziologický příjem lidského oka.